# Reggina Calcio 1990-1991
Questa pagina raccoglie i dati riguardanti la Reggina nelle competizioni ufficiali della stagione 1990-1991.

## Stagione
Nella stagione 1990-1991 la Reggina, per disputare il campionato cadetto ha ingaggiato giocatori di categoria importanti come Francesco La Rosa importante bomber della cadetteria, Giuseppe Catalano veterano della B dal piede fatato, uniti a giovani importanti come Riccardo Fimognari, Benito Carbone e Giovanni Tedesco, tenendo in rosa altri veterani che a Reggio avevano ben figurato. La squadra reggina è stata affidata al tecnico Aldo Cerantola. L'intento della dirigenza era la promozione in Serie A, categoria attribuitagli nei pronostici anche dagli addetti ai lavori, alla vigilia del torneo. Ma a metà dicembre dopo la sconfitta (2-1) subita a Barletta, con la Reggina quart'ultima con 12 punti in classifica, viene esonerato il tecnico, che è stato sostituito da Francesco Graziani, senza tuttavia cambiare il canovaccio. In quanto la squadra amaranto ha concluso il campionato al 18º posto, retrocedendo in Serie C1. Lo score del campionato amaranto è stato di 7 vittorie 16 pareggi e 15 sconfitte, con 29 realizzazioni e 37 reti subite. Nella Coppa Italia la Reggina viene eliminata dal Modena nel primo turno.

## Divise e sponsor
Il fornitore tecnico è Adidas.
Mentre lo sponsor di maglia per l'annata è la Gis Gelati.
| Casa | Trasferta |

## Rosa
| N. |                   | Ruolo | Calciatore          |
| -- | ----------------- | ----- | ------------------- |
| -  | Italia (bandiera) | P     | Mauro Rosin         |
| -  | Italia (bandiera) | P     | Alberto Torresin    |
| -  | Italia (bandiera) | D     | Vincenzo Attrice    |
| -  | Italia (bandiera) | D     | Cristiano Babuin    |
| -  | Italia (bandiera) | D     | Giuseppe Bagnato    |
| -  | Italia (bandiera) | D     | Cosimo De Blasio    |
| -  | Italia (bandiera) | D     | Riccardo Fimognari  |
| -  | Italia (bandiera) | D     | Carmelino Gioffrè   |
| -  | Italia (bandiera) | D     | Ignazio Gnoffo      |
| -  | Italia (bandiera) | D     | Piermario Granzotto |
| -  | Italia (bandiera) | D     | Vincenzo Prochilo   |
| -  | Italia (bandiera) | D     | Maurizio Vincioni   |
| -  | Italia (bandiera) | C     | Daniele Bernazzani  |
| -  | Italia (bandiera) | C     | Giuseppe Catalano   |

| N. |                   | Ruolo | Calciatore        |
| -- | ----------------- | ----- | ----------------- |
| -  | Italia (bandiera) | C     | Livio Maranzano   |
| -  | Italia (bandiera) | C     | Massimo Mariotto  |
| -  | Italia (bandiera) | C     | Ricardo Paciocco  |
| -  | Italia (bandiera) | C     | Maurizio Poli     |
| -  | Italia (bandiera) | C     | Giuseppe Scienza  |
| -  | Italia (bandiera) | C     | Giovanni Soncin   |
| -  | Italia (bandiera) | C     | Giovanni Tedesco  |
| -  | Italia (bandiera) | C     | Marco Tomaselli   |
| -  | Italia (bandiera) | C     | Domenico Toscano  |
| -  | Italia (bandiera) | A     | Emilio Belmonte   |
| -  | Italia (bandiera) | A     | Benito Carbone    |
| -  | Italia (bandiera) | A     | Francesco La Rosa |
| -  | Italia (bandiera) | A     | Fulvio Simonini   |
| -  | Italia (bandiera) | A     | Diego Zanin       |

## Risultati

### Campionato

#### Girone di andata
| Arbitro: | Rosica (Roma) |

|              |           |  |
| Simonini 57’ | Marcatori |  |

| Arbitro: | Boemo (Cervignano del Friuli) |

|                       |           |  |
| Bernazzani 56’ (aut.) | Marcatori |  |

| Arbitro: | Bruni (Arezzo) |

|             |           |            |
| Attrice 56’ | Marcatori | 60’ Gualco |

| Arbitro: | Luci (Firenze) |

|                          |           |  |
| Cambiaghi 71’ Protti 84’ | Marcatori |  |

| Arbitro: | Dal Forno (Ivrea) |

|                               |           |  |
| Tedesco 25’ Simonini 79’, 90’ | Marcatori |  |

| Ascoli Piceno 14 ottobre 1990 6ª giornata | Ascoli       | 0 – 0 | Reggina | Stadio Cino e Lillo Del Duca (7.000 spett.)\| Arbitro: \| Iori (Parma) \| |
| Arbitro:                                  | Iori (Parma) |       |         |                                                                           |

| Arbitro: | Felicani (Bologna) |

|              |           |          |
| Simonini 49’ | Marcatori | 88’ Pasa |

| Cosenza 28 ottobre 1990 8ª giornata | Cosenza            | 0 – 0 | Reggina | Stadio San Vito (7.000 spett.)\| Arbitro: \| Di Cola (Avezzano) \| |
| Arbitro:                            | Di Cola (Avezzano) |       |         |                                                                    |

| Reggio Calabria 4 novembre 1990 9ª giornata | Reggina          | 0 – 0 | Taranto | Stadio Comunale (6.500 spett.)\| Arbitro: \| D'Elia (Salerno) \| |
| Arbitro:                                    | D'Elia (Salerno) |       |         |                                                                  |

| Trieste 11 novembre 1990 10ª giornata | Triestina       | 0 – 0 | Reggina | Stadio Giuseppe Grezar (5.500 spett.)\| Arbitro: \| Cesari (Genova) \| |
| Arbitro:                              | Cesari (Genova) |       |         |                                                                        |

| Arbitro: | Nicchi (Arezzo) |

|  |           |            |
|  | Marcatori | 43’ Magrin |

| Arbitro: | De Angelis (Civitavecchia) |

|                         |           |              |
| Balbo 29’ Marronaro 32’ | Marcatori | 44’ Simonini |

| Arbitro: | Bettin (Padova) |

|              |           |          |
| Catalano 55’ | Marcatori | 71’ Paci |

| Ancona 9 dicembre 1990 14ª giornata | Ancona         | 0 – 0 | Reggina | Stadio Dorico (4.500 spett.)\| Arbitro: \| Bruni (Arezzo) \| |
| Arbitro:                            | Bruni (Arezzo) |       |         |                                                              |

| Arbitro: | Monni (Sassari) |

|                     |           |                |
| Antonaccio 60’, 82’ | Marcatori | 78’ B. Carbone |

| Arbitro: | Chiesa (Livorno) |

|  |           |             |
|  | Marcatori | 22’ Putelli |

| Modena 6 gennaio 1991 17ª giornata | Modena               | 0 – 0 | Reggina | Stadio Alberto Braglia (2.900 spett.)\| Arbitro: \| Trentalange (Torino) \| |
| Arbitro:                           | Trentalange (Torino) |       |         |                                                                             |

| Arbitro: | Boemo (Cervignano del Friuli) |

|                            |           |  |
| Tedesco 28’ B. Carbone 65’ | Marcatori |  |

| Arbitro: | Felicani (Bologna) |

|            |           |             |
| Baiano 11’ | Marcatori | 23’ La Rosa |

#### Girone di ritorno
| Arbitro: | Boggi (Salerno) |

|                             |           |  |
| Melchiori 65’ Ravanelli 74’ | Marcatori |  |

| Arbitro: | Quartuccio (Torre Annunziata) |

|                         |           |  |
| Scienza 18’ Attrice 63’ | Marcatori |  |

| Arbitro: | Mughetti (Cesena) |

|                                |           |                         |
| Iacobelli 51’ Dezotti 61’, 88’ | Marcatori | 21’ Simonini 38’ Soncin |

| Arbitro: | Magni (Bergamo) |

|             |           |  |
| Scienza 79’ | Marcatori |  |

| Brescia 3 marzo 1991 24ª giornata | Brescia             | 0 – 0 | Reggina | Stadio Mario Rigamonti (4.000 spett.)\| Arbitro: \| Scaramuzza (Mestre) \| |
| Arbitro:                          | Scaramuzza (Mestre) |       |         |                                                                            |

| Reggio Calabria 10 marzo 1991 25ª giornata | Reggina         | 0 – 0 | Ascoli | Stadio Comunale (6.000 spett.)\| Arbitro: \| Guidi (Bologna) \| |
| Arbitro:                                   | Guidi (Bologna) |       |        |                                                                 |

| Arbitro: | Dal Forno (Ivrea) |

|                         |           |  |
| Pasa 45’ Ceramicola 72’ | Marcatori |  |

| Reggio Calabria 24 marzo 1991 27ª giornata | Reggina             | 0 – 0 | Cosenza | Stadio Comunale (8.000 spett.)\| Arbitro: \| Lo Bello (Siracusa) \| |
| Arbitro:                                   | Lo Bello (Siracusa) |       |         |                                                                     |

| Arbitro: | Cinciripini (Ascoli Piceno) |

|             |           |  |
| Zannoni 34’ | Marcatori |  |

| Arbitro: | Guidi (Bologna) |

|              |           |                         |
| Simonini 84’ | Marcatori | 28’ Urban 61’ Scarafoni |

| Arbitro: | Rosica (Roma) |

|              |           |  |
| E. Rossi 90’ | Marcatori |  |

| Arbitro: | Fucci (Salerno) |

|                        |           |             |
| Scienza 51’ Soncin 77’ | Marcatori | 37’ Cavallo |

| Arbitro: | Boemo (Cervignano del Friuli) |

|                           |           |                       |
| Pascucci 60’ Castagna 75’ | Marcatori | 1’ La Rosa 7’ M. Poli |

| Arbitro: | Boggi (Salerno) |

|                |           |               |
| B. Carbone 60’ | Marcatori | 12’ Tovalieri |

| Arbitro: | De Angelis (Civitavecchia) |

|                   |           |  |
| Simonini 45’, 78’ | Marcatori |  |

| Arbitro: | Pezzella (Frattamaggiore) |

|                             |           |            |
| Albertini 35’, 77’ Rosa 65’ | Marcatori | 18’ Soncin |

| Arbitro: | Stafoggia (Pesaro) |

|  |           |                  |
|  | Marcatori | 62’ P. Sacchetti |

| Arbitro: | Dal Forno (Ivrea) |

|             |           |                |
| Vignola 63’ | Marcatori | 56’ B. Carbone |

| Arbitro: | Rosica (Roma) |

|                            |           |                                                 |
| B. Carbone 20’ Scienza 74’ | Marcatori | 12’ Rambaudi 47’ Baiano 61’ Barone 64’ Grandini |

### Coppa Italia

#### Primo turno
| Arbitro: | Quartuccio (Torre Annunziata) |

|                       |           |                                   |
| B. Carbone 63’ (rig.) | Marcatori | 20’ (Rig.) Brogi 59’, 60’ Bonaldi |

| Arbitro: | Scaramuzza (Mestre) |

|                  |           |             |
| P. Sacchetti 10’ | Marcatori | 24’ Scienza |

### Statistiche dei giocatori
| Giocatore     | Serie B  | Serie B | Serie B     | Serie B    | Coppa Italia | Coppa Italia | Coppa Italia | Coppa Italia | Totale   | Totale | Totale      | Totale     |
| Giocatore     | Presenze | Reti    | Ammonizioni | Espulsioni | Presenze     | Reti         | Ammonizioni  | Espulsioni   | Presenze | Reti   | Ammonizioni | Espulsioni |
| ------------- | -------- | ------- | ----------- | ---------- | ------------ | ------------ | ------------ | ------------ | -------- | ------ | ----------- | ---------- |
| M. Rosin      | 37       | -36     | -           | 0          | -            | -            | 0            | 0            | 37       | -36    | 0           | 0          |
| G. Bagnato    | 33       | 0       | -           | 0          | -            | 0            | 0            | 0            | 33       | 0      | 0           | 0          |
| V. Attrice    | 23       | 2       | 0           | 0          | -            | 0            | 0            | 0            | 23       | 2      | 0           | 0          |
| G. Scienza    | 36       | 4       | 0           | 0          | 1            | 1            | 0            | 0            | 37       | 5      | 0           | 0          |
| M. Vincioni   | 26       | 0       | 0           | 0          | 0            | 0            | 0            | 0            | 26       | 0      | 0           | 0          |
| M. Mariotto   | 1        | 0       | 0           | 0          | 0            | 0            | 0            | 0            | 1        | 0      | 0           | 0          |
| G. Tedesco    | 23       | 2       | 0           | 0          | 0            | 0            | 0            | 0            | 23       | 2      | 0           | 0          |
| D. Bernazzani | 34       | 0       | 0           | 0          | -            | 0            | 0            | 0            | 34       | 0      | 0           | 0          |
| L. Maranzano  | 21       | 0       | 0           | 0          | 0            | 0            | 0            | 0            | 21       | 0      | 0           | 0          |
| G. Soncin     | 19       | 3       | 0           | 0          | 0            | 0            | 0            | 0            | 19       | 3      | 0           | 0          |
| A. Torresin   | 1        | -1      | 0           | 0          | 0            | 0            | 0            | 0            | 1        | -1     | 0           | 0          |
| F. La Rosa    | 21       | 2       | 0           | 0          | 0            | 0            | 0            | 0            | 21       | 2      | 0           | 0          |
| R. Paciocco   | 20       | 0       | 0           | 0          | 0            | 0            | 0            | 0            | 20       | 0      | 0           | 0          |
| B. Carbone    | 28       | 5       | 0           | 0          | 1            | 1            | 0            | 0            | 29       | 6      | 0           | 0          |
| M. Poli       | 29       | 1       | 0           | 0          | 0            | 0            | 0            | 0            | 29       | 1      | 0           | 0          |
| G. Pozza      | 25       | 0       | 0           | 0          | 2            | 0            | 0            | 0            | 27       | 0      | 0           | 0          |
| R. Fimognari  | 29       | 0       | 0           | 0          | 0            | 0            | 0            | 0            | 29       | 0      | 0           | 0          |
| F. Simonini   | 36       | 9       | 0           | 0          | 0            | 0            | 0            | 0            | 36       | 9      | 0           | 0          |
| P. Granzotto  | 6        | 0       | 0           | 0          | 0            | 0            | 0            | 0            | 6        | 0      | 0           | 0          |
| M. Tomaselli  | 4        | 0       | 0           | 0          | 0            | 0            | 0            | 0            | 4        | 0      | 0           | 0          |
| C. Gioffrè    | 2        | 0       | 0           | 0          | 0            | 0            | 0            | 0            | 2        | 0      | 0           | 0          |
| I. Gnoffo     | 16       | 0       | 0           | 0          | 0            | 0            | 0            | 0            | 16       | 0      | 0           | 0          |
| G. Catalano   | 12       | 1       | 0           | 0          | 0            | 0            | 0            | 0            | 12       | 1      | 0           | 0          |
| S. Campolo    | 5        | 0       | 0           | 0          | 0            | 0            | 0            | 0            | 5        | 0      | 0           | 0          |
| M. Scichilone | 2        | 0       | 0           | 0          | 0            | 0            | 0            | 0            | 2        | 0      | 0           | 0          |